# Hoffmannia killipii
Hoffmannia killipii är en måreväxtart som beskrevs av Paul Carpenter Standley. Hoffmannia killipii ingår i släktet Hoffmannia och familjen måreväxter.
Artens utbredningsområde är Colombia. Inga underarter finns listade i Catalogue of Life.